# Stazione di Malmö Centrale
La stazione di Malmö Centrale (in svedese Malmö centralstation, abbreviata in Malmö C) è la stazione ferroviaria principale di Malmö, Svezia.